# Buhlbronn

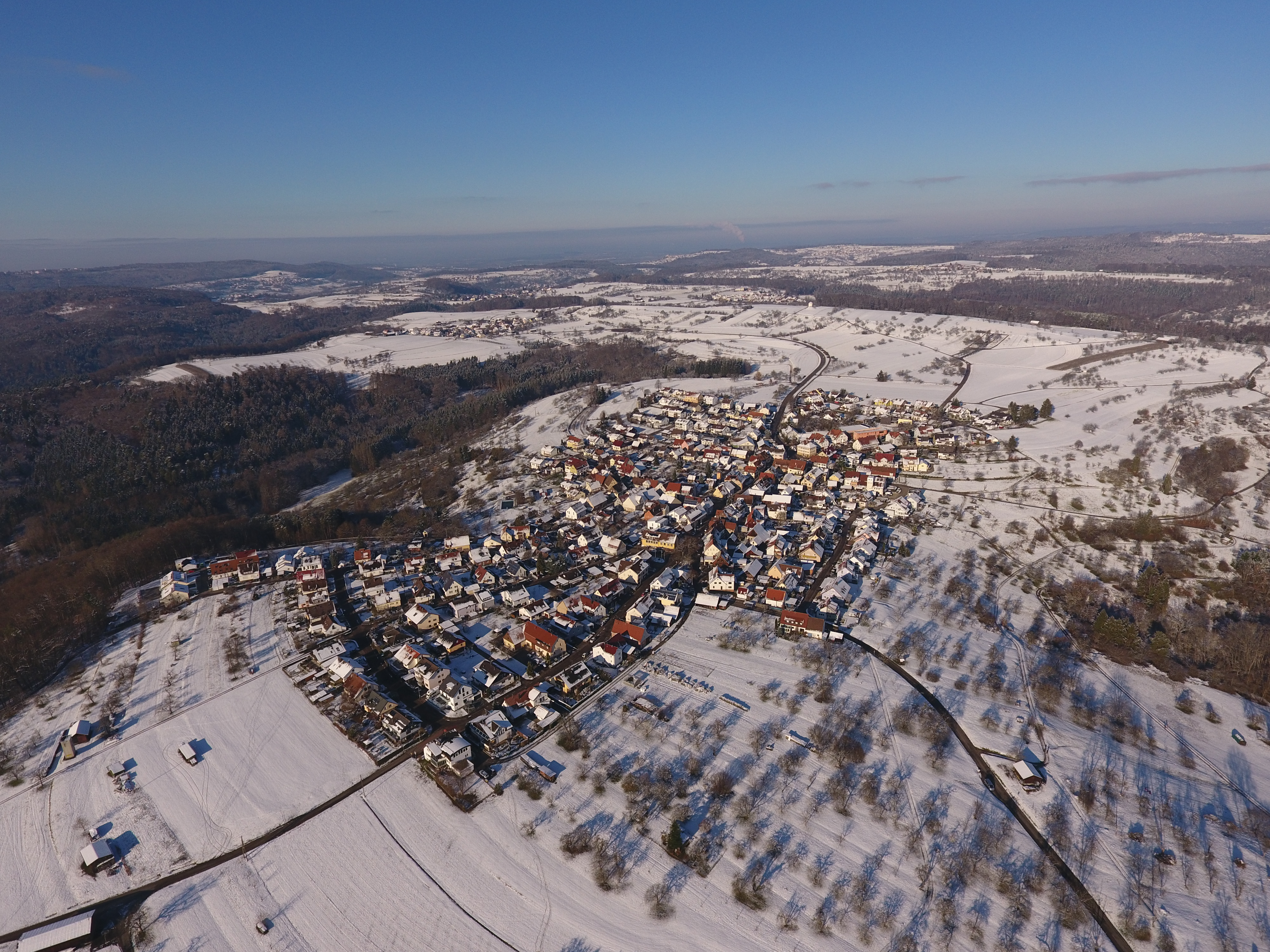
Buhlbronn im Januar 2021

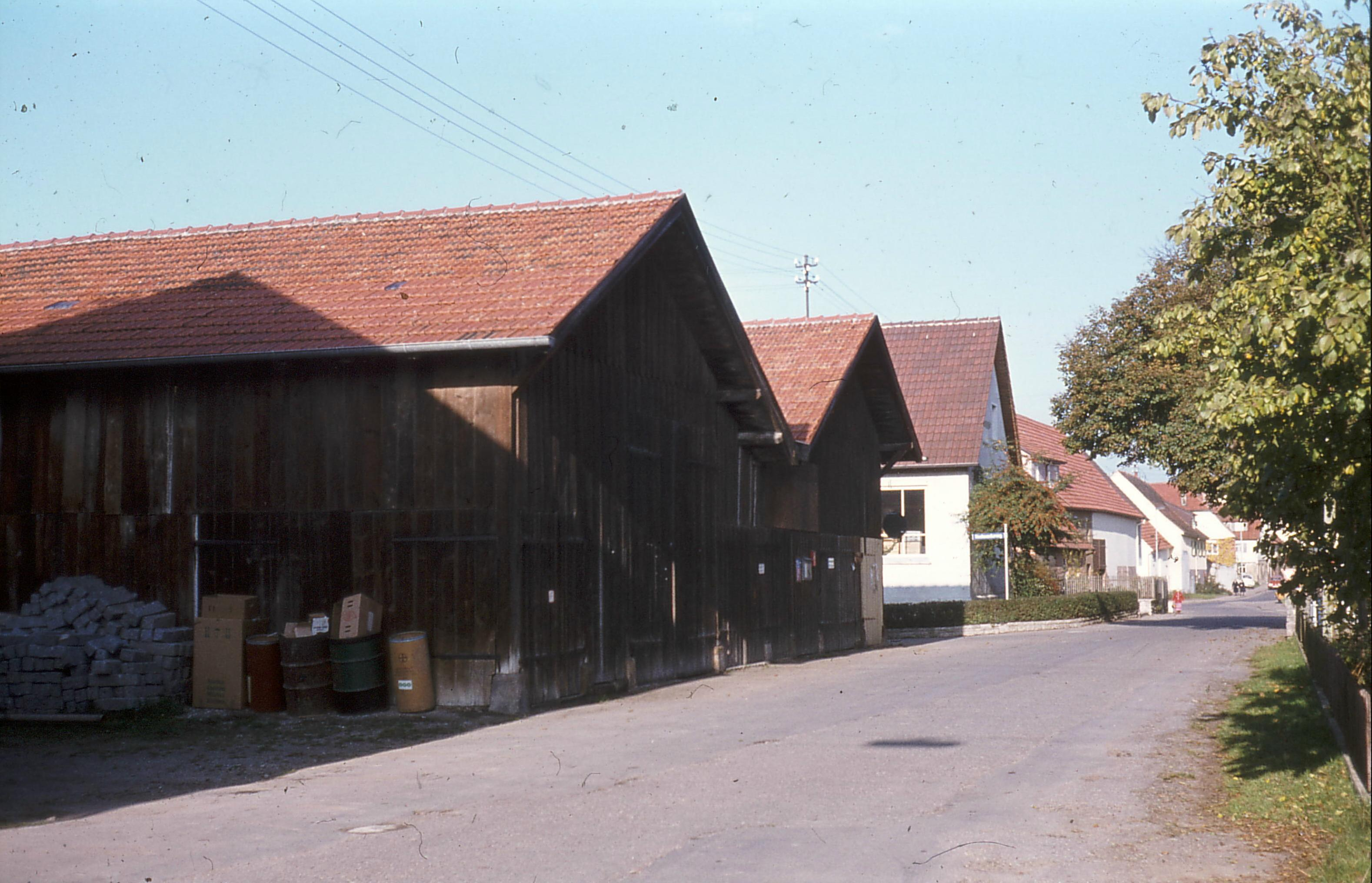
Die Kelter am alten Platz

Buhlbronn ist mit 813 Einwohnern (Stand November 2023) der kleinste Stadtteil von Schorndorf. Er liegt auf knapp 400 Metern Höhe auf den Berglen.

## Geschichte
Funde aus der Steinzeit und Wasserrohrteile aus vermutlich römischer Zeit deuten darauf hin, dass die Randhöhen der Berglen bereits seit über 3000 Jahren besiedelt sind.

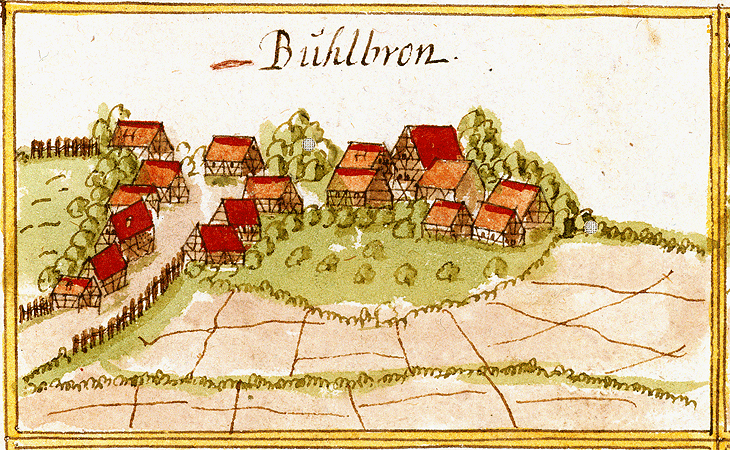
Buhlbronn im württembergischen Forstlagerbuch, 1686

Erstmals urkundlich erwähnt wird Buhlbronn 1344 in einer Auflistung eines Cannstatter Lagerbuchs als einer von 16 zur Buocher Pfarrei gehörenden und dem Domstift Konstanz zehntpflichtigen Orten.
Buhlbronn und der zugehörige Metzlinsweiler Hof gehörten im 15. Jahrhundert zum Kloster Adelberg. Dieses erwarb 1411 von Georg von Urbach und 1412 von Volkhart von Vellberg Gebiete und war ab 1524 alleiniger Grundherr der Gemarkung von Buhlbronn. Bis 1819 war Buhlbronn politisch dem Stab Steinenberg (Rudersberg) des Klosteramts Adelberg zugeordnet; danach wurde es selbständig. Die Eigenverwaltung endete mit der Eingemeindung in die Stadt Schorndorf in Folge der Gebietsreform vom 1. Januar 1972.
Seit 1891 gehört Buhlbronn kirchlich zu Schornbach (zuvor Buoch, dann ab 1450 zu Oppelsbohm), hat aber seit 1971 seine eigene evangelische Kirche. Im 19. Jahrhundert war der Ort als Zentrum von Obst- und Beerenanbau bekannt; heute ist er durch seine Lage mit vielen Aussichtspunkten mit Blick ins Rems- und Wieslauftal und bis zur Schwäbischen Alb touristisch von Interesse.

## Politik
Das Gebiet der 1972 eingegliederten Gemeinde Buhlbronn bildet eine Ortschaft im Sinne der baden-württembergischen Gemeindeordnung mit eigenem aus acht Mitgliedern bestehendem Ortschaftsrat.

## Wappen
Das Buhlbronner Wappen zeigt einen gelben (goldenen) Brunnen, der an die Ursprünge des Ortsnamens erinnert (Brunnen am Bühl), auf grünem Grund mit weißer (silberner) Umrahmung. Im Wappenbuch des Landkreises Waiblingen von 1970 steht geschrieben: „Ein eigenes Wappen, dessen Figuren in Bezug auf die volksetymologische Ortsnamendeutung «Brunnen am Bühl» redend sind und gleichzeitig an der Lage der Ortschaft auf einem freien Höhenrücken erinnern, nahm die Gemeinde Buhlbronn im Jahre 1960 nach Beratung durch die Archivdirektion an.“

## Bauwerke

### Das Kriegerdenkmal
Das Kriegerdenkmal an der Weggabelung vor dem ehemaligen Schulhaus wurde 1922 erbaut und 1955 erweitert. Das Ehrenmal für 20 Gefallenen des Ersten Weltkrieges wurde aus feinkörnigem Schilfsandstein von dem Steinmetzmeister Wilhelm Hermann aus Schorndorf mit Material aus einem Maulbronner Steinbruch erbaut. Vor der Anlage wurden zwei Linden gepflanzt und Sitzbänken aufgestellt. Eingeweiht wurde das Denkmal am 26. November 1922. Mit der Pflege der Gedenkstätte wurde die Schule beauftragt.
Nach dem Zweiten Weltkriege war eine Erweiterung notwendig geworden. Im Mai 1955 wurde das erweiterte Kriegerdenkmal eingeweiht. Die Namen von 17 weiteren Gefallenen, einschließlich von Heimatvertriebenen, sowie die Namen von fünf Vermissten wurden ergänzt. Um die Gedenkstätte wurde eine Einfriedung von Natursteinen mit niedrigem Holzzaun angelegt.

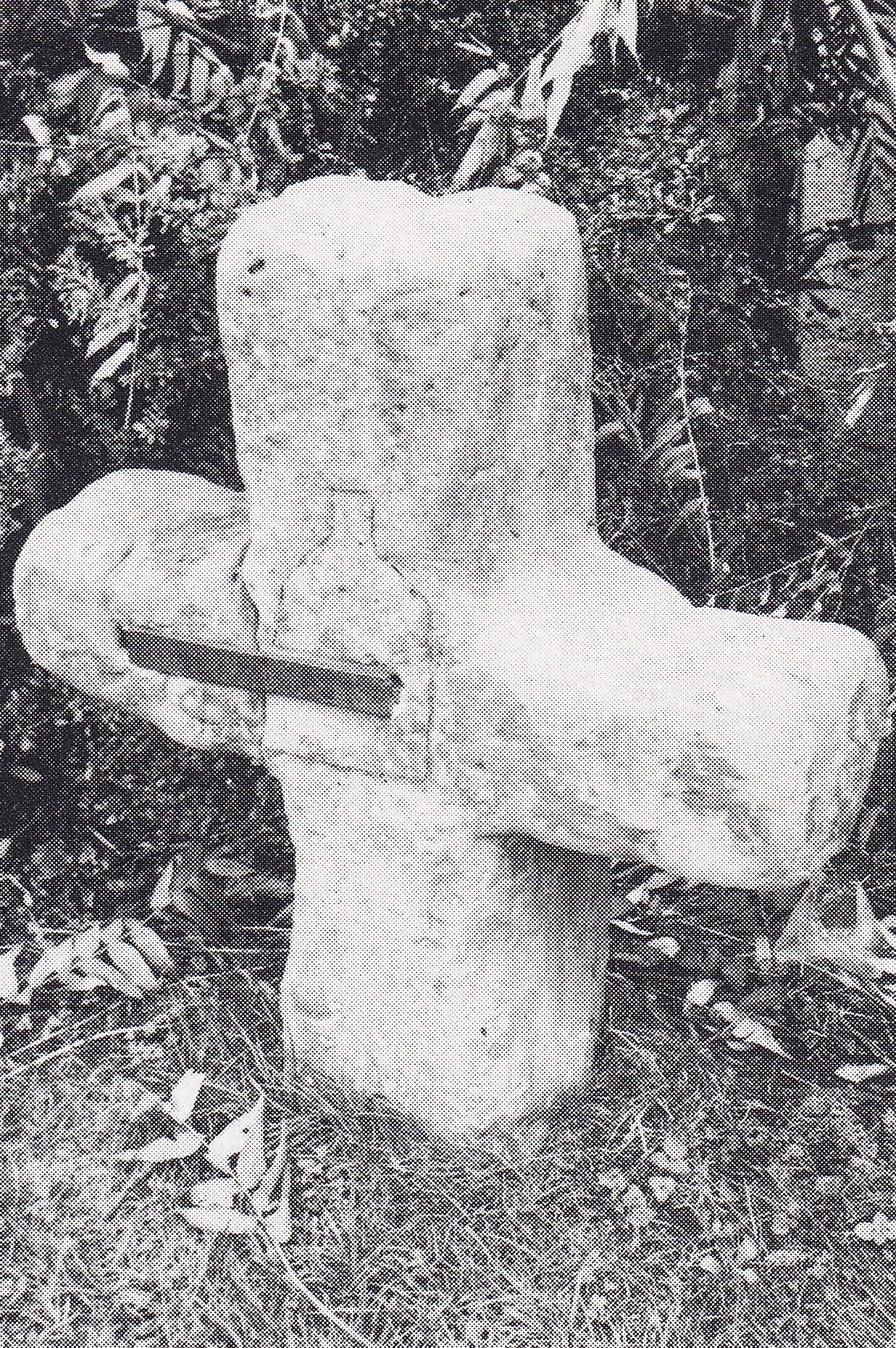
Das Sühnekreuz

### Das Sühnekreuz
Quellen zum Bau des Buhlbronner Sühnekreuzes sind bisher nicht vorhanden. Der linke Arm des aus hartem Sandstein gehauenen Kreuzes soll angeblich um 1900 von spielenden Kindern abgebrochen worden sein. Zwei Eisenklammern halten das Kreuz zusammen. Die einzige Aufzeichnung zu dem Kreuz findet sich im „Concept-Buch“ des Gemeindearchivs. Am 18. Januar 1837 wird vermerkt, dass „sich von Altertümern hier nichts befindet, als mitten im Ort ein steinernes Kreuz, worauf die Kontur eines unbekannten Objekts, möglicherweis eine Flasche eingehauen ist“.

### Die Evangelische Friedenskirche

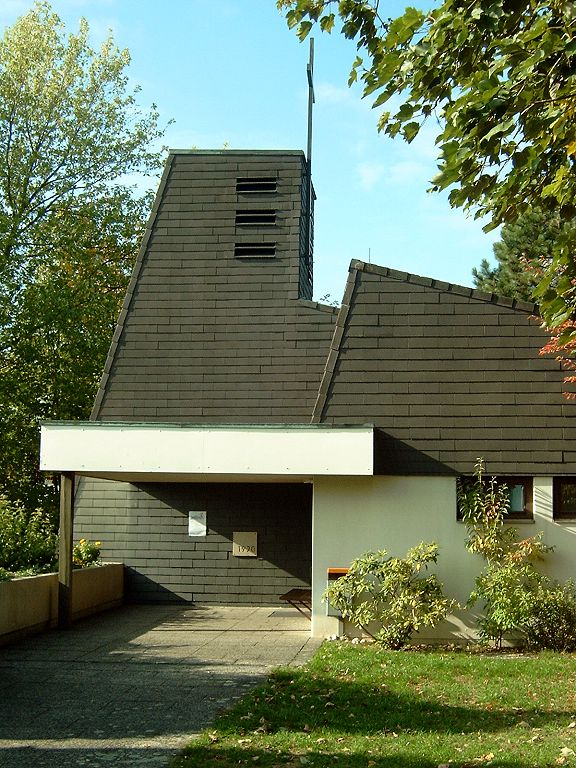
Friedenskirche Buhlbronn

Bereits seit 1903 wurden regelmäßig Bibelstunden und ab 1926 Sonntagsgottesdienste in Buhlbronn abgehalten, die zunächst im Schulhaus stattfanden. 1971 konnte dann mit viel Eigenleistung der Dorfbewohner die Friedenskirche nach den Plänen von Gerhard Fetzer aus Grunbach erbaut werden, die dann später noch um weitere Gemeinderäume mit einem Anbau erweitert wurde. In der Kirche befindet sich eine kleine Orgel mit 9 Registern auf einem Manual und angehängtem Pedal des Orgelbauers Reinhart Tzschöckel.

### Das Freibad
Die Badebetriebe Schorndorf betreiben in Buhlbronn ein kleines Freibad mit Aussicht ins Bodenbachtal.

## Verkehr
Buhlbronn ist über die Kreisstraße 1873, die von Schorndorf nach Winnenden führt, angebunden. Es existieren Verbindungsstraßen in die Nachbarorte Streich, Schornbach und Miedelsbach. Eher selten verkehrt die Buslinie 244 des Verkehrs- und Tarifverbundes Stuttgart; teilweise von Schorndorf über Buhlbronn zu Zielen in Berglen.